# L'Enfer d'Henri-Georges Clouzot
Pour plus de détails, voir Fiche technique et Distribution.
L'Enfer d'Henri-Georges Clouzot est un  documentaire français réalisé par Serge Bromberg et Ruxandra Medrea, sorti en 2009.

## Synopsis
Documentaire sur L'Enfer, film inachevé de Henri-Georges Clouzot, il alterne des scènes de ce film et des séquences expérimentales d'effets artistiques extraits des rushes avec des interviews de personnes ayant participé au tournage. Les bandes-son étant perdues, deux acteurs reconstituent certains dialogues entre Odette et Marcel. 
On voit Romy Schneider faisant du ski nautique sur le lac et Serge Reggiani courant sur la route jusqu'à épuisement. Marcel, qu'il interprète, est maladivement jaloux et a des visions hallucinatoires de sa femme avec un amant. Chaque passage d'un train sur le viaduc semble déclencher une crise.
Le temps de tournage est limité mais Henri-Georges Clouzot, à la fois producteur et réalisateur, ne cesse de retourner les scènes. Ses relations avec les acteurs deviennent tendues. Puis Serge Reggiani, malade, quitte subitement le tournage. Il n'est manifestement plus possible de tenir les délais mais le réalisateur continue de tourner des scènes secondaires en attendant un remplaçant… 
Tout se termine lorsque Henri-Georges Clouzot est victime d'un infarctus.

## Fiche technique
- Titre : L'Enfer d'Henri-Georges Clouzot
- Réalisation : Serge Bromberg et Ruxandra Medrea
- Scénario : Serge Bromberg
- Musique : Bruno Alexiu
- Photographie : Jérôme Krumenacker et Irina Lubtchansky
- Production : Serge Bromberg , Marianne Lère
- Sociétés de production : Lobster Films, France 2 Cinéma, Canal+, CinéCinéma, Canal+ Horizons
- Sociétés de distribution : MK2 Diffusion (), ABC Distribution (, ), Flicker Alley (), Filmswelike (, Park Circus ()
- Pays d'origine :  France
- Format : couleur et noir et blanc – Ratio:1,66:1 - Dolby Digital
- Genre : documentaire
- Durée : 102 minutes
- Date de sortie :
  -  France : 19 mai 2009 (Festival de Cannes), 11 novembre 2009
  -  Canada : 10 septembre 2009 (Festival de Toronto), 3 octobre 2009 (Festival de Vancouver)
  -  Royaume-Uni : octobre 2009 (Festival de Londres), 6 novembre 2009 (sortie limitée)
  -  États-Unis : 4 octobre 2009 (Festival de New York), 11 octobre 2009 (Festival de Chicago), 2 mai 2010 (Festival de San Francisco)
- Visa : n° 120510, tous publics

## Distribution
- Romy Schneider : Odette (images d'archives)
- Bérénice Bejo : Odette
- Serge Reggiani : Marcel (images d'archives)
- Jacques Gamblin : Marcel
- Dany Carrel : Marylou (images d'archives)
- Jean-Claude Bercq : Martineau (images d'archives)
- Mario David : Julien (images d'archives)
- André Luguet : Duhamel (images d'archives)
- Maurice Garrel : Dr Arnoux (images d'archives)
- Catherine Allégret : Yvette / elle-même – Interviewée (images d'archives)
- Barbara Sommers : Mme Bordure (images d'archives)
- Maurice Teynac : M. Bordure (images d'archives)
- Henri Virlogeux : l'homme sur la terrasse (images d'archives)
- Blanchette Brunoy : Clotilde (images d'archives)
- Henri-Georges Clouzot : lui-même (images d'archives)
- Gilbert Amy : lui-même – interviewé
- Jacques Douy : lui-même – interviewé
- Jean-Louis Ducarme : lui-même – interviewé
- Costa-Gavras : lui-même – interviewé
- William Lubtchansky : lui-même – interviewé
- Thi Lan Nguyen : elle-même – interviewée
- Joël Stein : lui-même – interviewé
- Bernard Stora : lui-même – interviewé (images d'archives)
- Serge Bromberg : narrateur (voix-off)

## Distinctions
- 2010 : Récompensé par le César du meilleur film documentaire.

## Discographie
- La bande originale du film L'Enfer d'Henri-Georges Clouzot composée par Bruno Alexiu a été éditée chez Disques Cinémusique en 2011. Voir la présentation en ligne.